# واکا اینوئه
واکا اینوئه (انگلیسی: Waka Inoue؛ زاده ۱۳ مهٔ ۱۹۸۰) یک مدل ژاپنی است.